# Александро-Невский собор (Чита)
Собор Александра Невского — православный кафедральный собор в Чите, действовавший в 1912—1920 годах. Здание в неовизантийском стиле было построено в 1912 году. Разрушено в 1936 году.

## История
Собор был заложен 12 августа 1899 года, хотя место было освящено еще в 1888 году. Строительство закончилось в 1912 году. В 1913 году в честь 300-летия Дома Романовых у собора появился юбилейный колокол весом в 300 пудов (около 5 тонн).
В годы перед Октябрьской революцией 1917 года в соборе проходили службы. В период Гражданской войны в 1918—1919 годах проходило много отпеваний казаков-воинов. Службы в храме проходили до 1920 года. В 1920 году рядом с собором был похоронен В. О. Каппель.
После окончания Гражданской войны здание использовали под клуб и кинотеатры «Безбожник» и «Совет». В 1931 году был произведён небольшой ремонт. Кинотеатр работал с перебоями до 1936 года, в котором советской властью было принято решение взорвать здание бывшего собора. После взрывных работ здание начали разбирать, и часть кирпича и камня была использована для строительства школы. Большая же часть ушла на строительство трехэтажного здания штаба Забайкальского военного округа.